# Брунькування
Брунькува́ння, пупкува́ння — утворення нового організму з виростів тіла материнського організму (бруньок у рослин, інколи також і у інших організмів). Такий тип розмноження звичайний у рослин та грибів, але також трапляється у тваринних організмів (наприклад, гідри) та бактерій. Зазвичай, брунька або виріст залишається прикріпленим до материнського організму протягом деякого часу, після чого звільняється і стає вільним організмом. Новий організм генетично ідентичний материнському (тобто є клоном). Коли дріжджі та інші одноклітинні організми брунькуються, одна клітина перетворюється на дві нові клітини. Коли брунькуються губки та інші багатоклітинні організми, невелика частина материнської губки відокремлюється і починає перетворюватися на нову губку. Брунькування — приклад безстатевого (вегетативного) розмноження. У деяких галузях термін «брунькування» має дещо інші значення (див. нижче).

## Особливі використання терміна

### У вірусології
Брунькування — процес, у якому мембранні віруси отримують свою зовнішню оболонку, часто фрагмент цитоплазматичної мембрани клітини-хазяїна, яка створює опуклість на поверхні та включає до неї віріон. Для цього важливі білки, що використовуються клітиною-хазяїном для ендоцитозу, наприклад, Gag., які віруси часто використовують для своїх власних цілей (хоча деякі віруси і мають свої власні механізми).

### В ембріології
Термін «брунькування» також використовується для опису процесу диференціювання ембріона, при якому нові структури формуються відростанням від частин, що були утворені раніше.

### Брунькування та пупкування
Термін брунькування стосується, в першу чергу, рослинних організмів та грибів. Подібний спосіб розмноження серед безхребетних тварин (а також найпростіших) відомий як пупкування.